# Babiker Awadalla

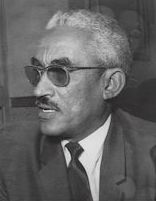
Babiker Awadalla in den 1960er Jahren

Babiker Awadalla (auch Babikir Awadalla, Abu Bakr Awadallah) (* 2. März 1917 in Giteina, Weißer Nil; † 17. Januar 2019 in Dublin) war ein sudanesischer Politiker und vom 25. Mai 1969 bis zum 27. Oktober 1969 Ministerpräsident des Sudans. Er war zum Zeitpunkt seines Todes im Januar 2019 der älteste noch lebende frühere Staats- oder Regierungschef weltweit.

## Biografie
Babiker Awadalla absolvierte ein Studium am Law School Gordon Memorial College. 1954 wurde er Sprecher des sudanesischen Parlaments. 1964 wurde er zum Präsidenten des obersten Gerichtshofes (Chief Justice) ernannt. Beim Militärputsch durch Dschafar an-Numairi 1969 wurde Awadalla unter Panzerschutz zum Ministerpräsidenten des Sudans ernannt. Seit 1972 lebte er in Ägypten.